# Rembert Weakland

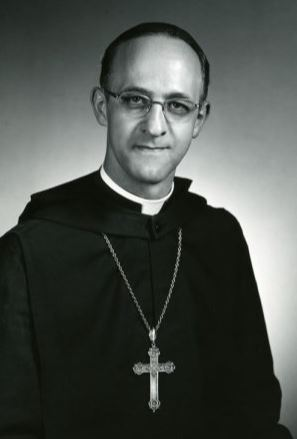
Erzabt Rembert Weakland OSB (1963)

Rembert George Samuel Weakland OSB (* 2. April 1927 in Patton, Pennsylvania als George Samuel Weakland; † 22. August 2022 in Greenfield, Wisconsin) war ein US-amerikanischer römisch-katholischer Ordensgeistlicher, Erzabt von St. Vincent in Latrobe (1963–1967), Abtprimas der benediktinischen Konföderation (1967–1977) und  Erzbischof von Milwaukee (1977–2002).

## Benediktinermönch und Abt
George Weakland trat 1945 der Ordensgemeinschaft der Benediktiner in Latrobe bei. Mit seiner Profess 1949 in Solesmes, Frankreich, nahm den Ordensnamen Rembert an und studierte Philosophie und Theologie in St. Anselmo in Rom und in Latrobe. Am 24. Juni 1951 empfing er in Subiaco in Italien von Bischof Simone Lorenzo Salvi OSB, Territorialabt von Subiaco, die Priesterweihe. Weakland studierte Kirchenmusik in Italien, Frankreich und Deutschland mit einem Abschluss an der Juilliard School of Music, New York.
Am 26. Juni 1963 wurde er zum Erzabt der Erzabtei St. Vincent gewählt und empfing durch Bischof William Graham Connare die Benediktion am 29. August 1963.
Von 1967 bis 1977 war Weakland als Abtprimas der oberste Repräsentant der Benediktinischen Konföderation.

## Erzbischof von Milwaukee
Am 20. September 1977 wurde Weakland von Papst Paul VI. zum Erzbischof von Milwaukee ernannt. Die Bischofsweihe empfing er am 8. November 1977 in der Kathedrale von Milwaukee vom Apostolischen Delegaten in den USA, Erzbischof Jean Jadot. Mitkonsekratoren waren sein Amtsvorgänger William Edward Cousins und der Bischof von Greensburg, William Graham Connare. Erzbischof Weakland setzte sich dafür ein, die Selbstprovinzialisierung der katholischen Kirche in den USA zu überwinden und sich von den Aufbrüchen der Pastoral in Lateinamerika anregen zu lassen bzw. diese zumindest wahrzunehmen.
Weakland, der auch ein begabter Pianist war, wurde bald als Kenner der Liturgie geschätzt, vor allem als Experte im Bereich des Gregorianischen Chorals. Er transkribierte das Manuskript eines Danielspiels (lat.: ludus Danielis), einer musikalischen Gestaltung des Danielstoffes, aus dem 13. Jahrhundert. Seine bischöflichen Pflichten verzögerten den Abschluss seines Doktorates, doch er gab seine wissenschaftliche Tätigkeit nie auf. Am 21. Dezember 1999 wurde er an der Columbia University in New York im Fach Musikwissenschaft promoviert. In seiner Dissertation (The Office Antiphons of Ambrosian Chant) erforschte er die Antiphonen des Ambrosianischen Gesanges.

## Vertuschungsskandal und Rücktritt
Weakland musste 2002 einräumen, dass er in früheren Jahren mit seinem Studenten Paul Macoux eine homoerotische Beziehung gehabt und dass er Geld aus Bistumsfonds veruntreut und an seinen Partner als Schweigegeld überwiesen hatte. Die Summe betrug US$ 450.000. Im gleichen Jahr wurde Weakland mit 75 Jahren emeritiert. Eine seiner letzten bedeutenden Amtshandlungen als Erzbischof war die umstrittene Renovierung der Kathedrale von Milwaukee. Nachfolger als Erzbischof von Milwaukee wurde 2002 Timothy Michael Dolan, der nunmehrige Kardinal und Erzbischof von New York.
2009 veröffentlicht Weakland eine Autobiographie unter dem Titel A pilgrim in a pilgrim church. Die deutsche Ausgabe erschien 2022 unter dem Titel Leben zwischen Rissen. Erinnerungen eines Erzbischofs. Im Buch bekannte sich der Bischof zu seiner Homosexualität und der Tatsache, dass er als Bischof mehrere homosexuelle Beziehungen hatte.

## Schriften
- Hucbald as musician and theorist. In: The Musical Quarterly, Jg. 42 (1956), Nr. 1, S. 66–84.
- The play of Daniel. A 13th-century musical drama. Based on the transcription from British Museum Egerton 2615 by Rembert Weakland. Herausgegeben von Noah Greenberg, erzählt von Wystan Hugh Auden. Oxford University Press, New York 1959.
- The abbot in a democratic society. In: Cistercian Studies, Jg. 4 (1969), Nr. 2, S. 95–100.
- Proprium missarum ad usum confoederationis ordinis S. Benedicti. Pontificia Universitas Gregoriana, Rom 1975.
- Walking on the wings of the wind. Paulist Press, New York 1980, ISBN 0-8091-2334-7.
- All God’s people. Catholic identity after the Second Vatican Council. Paulist Press, New York 1985.
- Catholic social teaching and the U.S. economy. A conversation with Archbishop Rembert Weakland (= AEI studies in religion, philosophy, and public polic, Nr. 430). American Enterprise Institute for Public Policy Research (AEI), Washington 1985.
- Seeking God in contemporary culture. Marquette University Press, Milwaukee 1994, ISBN 0-87462-549-1.
- Themes of renewal, Pastoral Press, Beltsville 1995, ISBN 1-56929-027-X.
- A pilgrim in a pilgrim church. Memoirs of a Catholic archbishop. William B. Eerdmans, Grand Rapids 2009, ISBN 978-0-8028-6382-9.
  - deutsch: Leben zwischen Rissen. Erinnerungen eines Erzbischofs. Vier-Türme-Verlag, Münsterschwarzach 2022, ISBN 978-3-7365-0425-7.